# 向統績
向統績（？—1857年6月2日），和名幸地親方朝憲，琉球國第二尚氏王朝政治家、三司官。
向統績出生於向氏幸地殿內家族。道光二十八年（1848年），他以耳目官的身份，同正議大夫鄭元覲（古波藏親雲上）等人前往清朝朝貢。道光三十年（1850年），為稟報貢典全竣回國事，向統績奉命出使薩摩藩。咸豐四年甲寅八月廿九日（1854年10月20日），就任三司官。咸豐七年丁巳二月三日（1857年2月26日），尚泰王賜給他紫地浮織冠。同年五月十一日（6月2日）卒。